# Ольгино (исторический район)
О́льгино — исторический район Санкт-Петербурга, примыкающий к историческому району Лахта с запада. Включён в черту города 17 января 1963 года. Входит в Приморский район Петербурга в составе внутригородского муниципального образования Лахта-Ольгино.

## История
С 1845 года побережьем Финского залива от Лахты до Лисьего Носа владели графы Стенбок-Фермор. Последний владелец, граф Александр Стенбок-Фермор, получил Лахту в наследство ещё несовершеннолетним. Женившись на даме полусвета Ольге Ножиковой, он передал своей супруге, новой графине Стенбок-Фермор, часть Лахты во владение.

### 1905—1917
История дачного посёлка началась в 1905 году, когда Стенбок-Ферморы поделили земли вокруг Лахты на отдельные участки с намерением выгодно распродать их под дачи. 7 марта 1907 года петербургский гражданский губернатор А. Д. Зиновьев утвердил план посёлка Ольгино, названного так в честь небесной покровительницы владелицы земли, графини Стенбок-Фермор. Его площадь составила около 100 га. В декабре того же года было создано «Общество благоустройства Ольгина, Лахты и Бобыльской».
По проекту землемера С. В. Коржова, посёлок получил регулярную планировку. Заложенное посреди соснового бора дачное поселение предназначалось исключительно под малоэтажную жилую застройку, строительство промышленных и питейных заведений было запрещено.
Земля в новом дачном поселке стоила около трёх рублей за квадратную сажень (4,5 м²). К 1911 году здесь насчитывалось уже более двухсот выстроенных дач, большей частью деревянных, и около трёхсот пятидесяти собственников земли. Среди жителей преобладали мелкие предприниматели и творческая интеллигенция.
Посёлок отличал высокий уровень благоустройства. В 1911 году правление «Общества благоустройства» построило железнодорожную платформу Ольгино, в 1912 году появилось уличное освещение — около ста тридцати электрических фонарей; а вскоре в домах жителей стали устанавливать аппараты петербургской телефонной сети. Посёлок был обеспечен водой из артезианских скважин — «абиссинских колодцев».
На участках, пожертвованных владельцем имения, были возведены часовня Св. Ольги, сад Общества благоустройства с летним театром, рестораном, кегельбаном, тиром и пожарным депо, а также детская спортивная площадка с павильоном и гимнастическими снарядами. Жители бережно относились к природному окружению, дачи стояли среди сосен, а сам посёлок был зримым воплощением мечты петербуржцев о городе-саде. Многие дома строились по проектам выдающихся петербургских зодчих. Высокий уровень архитектуры задавали проживавшие в Ольгине архитекторы Л. П. Шишко, А. П. Вайтенс, Г. Е. Гинц. Наряду с дачниками в поселке росло число жителей, избравших Ольгино для постоянного проживания.
После Февральской революции второго апреля 1917 года ольгинцы избрали поселковую думу и управу, а 24 сентября первыми в губернии выбрали поселковое собрание.
31 октября 1917 года была основана Ольгинская школа (ныне № 440) — в 2014 году ей было присвоено имя основателя, геолога и географа, исследователя Дальнего востока и Арктики Павла Виттенбурга.

### Советское время
С 1918 года Ольгино входило в подчинение Лахтинского волостного (позднее — поселкового) совета. В советское время административное подчинение поселка часто менялось, и Ольгино в разное время побывало в составе Сестрорецкого, Пригородного, Парголовского и вновь Сестрорецкого районов.
В 1919 году здесь проживал 681 человек, к 1 января 1935 года население посёлка увеличилось почти в 6 раз и достигло 3900 человек.
В 1922 году в Ольгине на углу Юнтоловской и Полевой улиц у верхней площадки террасы была обнаружена стоянка доисторического человека. Валентиной Виттенбург там были найдены кремнёвые орудия.
В 1930-е годы в старых ольгинских дачах были размещены дома для коллективного отдыха сотрудников Ленинградского Союза композиторов, Театра им. А. С. Пушкина, треста Хлопкопрома. Вплоть до своего включения в городскую черту в 1963 году Ольгино сохраняло значение популярного дачного пригорода.

### Современность
В 1998 году Ольгино было включено в состав муниципального образования Лахта-Ольгино. Коттеджный посёлок в целом сохранил свою историческую планировку и очарование старого петербургского дачного пригорода.
В 2013 году стал широко известен в связи с расположенной здесь так называемой «фабрикой троллей».

## Известные жители
С поселком связаны имена деятелей российской культуры:
- художников — Альберта Бенуа, Исаака Бродского, Михаила Матюшина, Анны Остроумовой-Лебедевой, И. Е. Никифорова;
- архитекторов — Андрея Вайтенса, Георгия Гинца, Сергея Гингера, В. И. Шене, Л. П. Шишко;
- композиторов — Андрея Петрова, Исаака Дунаевского, Василия Соловьёва-Седого, Ореста Евлахова, Иоганна Адмони, пианиста Павла Серебрякова;
- писателей — Владимира Зазубрина, Татьяны Щепкиной-Куперник, Даниила Хармса, Михаила Зощенко, Бориса Рацера и Владимира Константинова. На даче по адресу Лесная улица, 23 проживал Корней Чуковский. Здесь он закончил сказку «Тараканище».
- поэтов — Анны Ахматовой, Александра Блока, Владимира Маяковского, Игоря Северянина;
- балерины Галины Улановой, актёра Ваграма Папазяна, певицы Эдиты Пьехи, теннисиста Евгения Кудрявцева;
- геологов Павла Виттенбурга и Константина Воллосовича, физиков А. А. Фогеля и Ореста Хвольсона, математика Андрея Киселёва, медика Виктора Шевкуненко, садоводов — П. К. Лобанова, И. Л. Заливского.

## Достопримечательности
- Памятник археологии эпохи позднего неолита и раннего металла «Лахтинская стоянка», одно из древнейших поселений в районе Санкт-Петербурга, существовавшее 3—4 тыс. лет тому назад (пересечение Полевой, Юнтоловской и Граничной улиц).
- Комплекс построек усадьбы Польтрока (ул. Коммунаров, 7), начало XX века. По результатам экспертизы 2021 года выяснилось, что дача принадлежала М. М. Бежануцо, а главный дом построил архитектор Альфред Августович Даугель[5]. Утрачена в 2017 году[6].  7831117000
- Дом управляющего Лахтинским имением Г. Ф. Корженевского; Корженевский воспроизвел в облике своего дома дачу архитектора Л. П. Шишко[7], ок. 1910 (Вокзальная ул., 3).
- Дом актера В. К. Папазяна, 1930-е (Вокзальная улица, 7).  781610563440005
- Дача художника И. Е. Никифорова; проект владельца, 1908 (Вокзальная улица, 11).
- Дача В. Ф. Блюма (ул. Вокзальная, 13) — 1907—1910.  781510277130005
- Дача генерала Тырсина; арх. неизвестен, 1910-е (Крестовая, ныне Советская улица, 2).  781610553870005
- Дача служащего Приморской железной дороги Н. Н. Кишинского; арх. неизвестен, 1910-е (Крестовая, ныне Советская улица, 36).
- Дача А. Г. Штейдинга (Константиновых); арх. неизвестен, 1910-е (Графский, ныне Пролетарский проспект, 8).
- Дача Лобановых (ул. Коммунаров, 8), начало XX века.  781911324450005
- Дом инженера Г. Ф. Вольдта; проект владельца, 1916 (Хвойная улица, 16).  781911324370005
- Дом архитектора А. П. Вайтенса; проект владельца, ок. 1910 (Лесная улица, 21).
- Дом архитектора А. П. Вайтенса; проект владельца, 1908 (Лесная улица, 23).
- Дом архитектора Г. Е. Гинца; проект владельца. 1910-е (Полевая улица, 15).
- Дом садовода П. К. Лобанова; арх. неизвестен, 1910-е (Надеждинская улица, ныне ул. Коммунаров, 8).
- Дом Ф. И. Тржецяка (Фогелей); арх. неизвестен, 1910-е (Рядовая улица, 12).  781410324380005
- Дача Г. В. Шалька («Дача Дунаевского»), арх. В. И. Шене, 1910-е (Рядовая улица, 24).  781911329040005
- Дача инженера И. К. Русвурма («Белая школа»); проект владельца, 1914 (Юнтоловская улица, 17).
- Дача И. Т. Дрожжина (П. Г. Дрожжина); арх. неизвестен, 1910-е — воссоздана после пожара в 1990-е годы (Юнтоловская улица, 18).  7801239000
- Дача Козинцевых (Колодезная улица, 31), перестроена в 1912-м из особняка 1890-х, арх-р Л. П. Шишко.  7831118000
- Ольгинская школа № 440 имени П. В. Виттенбурга; арх. А. Афонченко, 1951 (Хвойная улица, 35).
- Памятный знак «100 лет Ольгино»; художник по металлу В. А. Кондуров, 2007 (у дома № 2 по Коннолахтинскому проспекту).
- Дача на Рядовой улице, 16 — памятник архитектуры. Выявленный объект культурного наследия народов РФ.